# Яцентув (Конецький повіт)
Яцентув (пол. Jacentów) — село в Польщі, у гміні Радошиці Конецького повіту Свентокшиського воєводства.
Населення — 267 осіб (2011).
У 1975-1998 роках село належало до Келецького воєводства.

## Демографія
Демографічна структура на день 31 березня 2011 року:
|          | Загалом | Допрацездатний вік | Працездатний вік | Постпрацездатний вік |
| -------- | ------- | ------------------ | ---------------- | -------------------- |
| Чоловіки | 127     | 30                 | 81               | 16                   |
| Жінки    | 140     | 38                 | 73               | 29                   |
| Разом    | 267     | 68                 | 154              | 45                   |